# Personnages du Disque-monde
 (janvier 2023).
- Si vous ne connaissez pas le sujet, laissez ce bandeau (vous pouvez alors contacter les auteurs).
- Si vous supprimez le contenu mis en cause (vous pouvez préalablement contacter les auteurs),

argumentez précisément cette suppression dans la page de discussion
(un manque de référence n'est pas un argument ; une recherche réelle de référence doit avoir été effectuée, être formellement documentée).
Cet article vise à répertorier les nombreux personnages de fiction de l'univers du Disque-monde, qui sert de cadre aux Annales du Disque-monde de Terry Pratchett. Une courte biographie accompagne les personnages mineurs.

## Tortue A’Tuin et éléphants
A’Tuin est une tortue qui transporte le Disque-monde. Comme dans la mythologie indienne dont l'auteur s'est sans nul doute inspiré, la gigantesque tortue porte sur son dos quatre éléphants (nommés Bérilia, Tubul, Ti-Phon l'immense et Jérakine), eux-mêmes soutenant de leurs épaules le disque-monde. Il semblerait y avoir eu un cinquième éléphant, lequel se serait écrasé en Überwald. Pour ce qui est des dimensions, l'auteur les indique à différentes reprises, c'est le cas dans les premières lignes du tome Le Dernier Héros. A'Tuin mesure donc 15 000 km de long, et les éléphants 3 000 km de haut.
De nombreuses questions se posent à propos de cette tortue, par exemple à propos de ses pensées. Lire ses pensées est difficile car elles se déplacent dans son immense cerveau comme des glaciers dans les montagnes, c'est-à-dire trop lentement.
Dans Le Huitième Sortilège, elle donne naissance à huit petites tortues avec chacune quatre éléphants et un disque sur le dos ce qui veut donc dire que la grande A'tuin est une femelle. Ces petites tortues cosmiques porteront a l'âge adulte un monde sur leurs dos, avec des éléphants, comme leur mère.
D'après l'auteur, la Grande A'Tuin est la seule créature du multivers qui sache exactement où elle va.
Selon l'université de l'Invisible, A'Tuin fait partie de l'espèce Chelys galactica.

## Grands Anciens
- Azraël, le commencement et la fin des temps (le nom fait référence à Azraël, l'ange de la mort dans plusieurs religions monothéistes).

## Dieux
Les dieux du Disque-monde vivent dans le royaume de Dunmanifestine, situé au niveau du Moyeu sur une aiguille de glace verte haute de 15 000 km.

### Io l'Aveugle
Io l'Aveugle est le chef des dieux du Disque-monde, représentant à lui tout seul tous les dieux du tonnerre du disque. Il a, à la place des yeux, deux surfaces de peau nue, d'où son surnom. En fait, ses très nombreux yeux mènent une existence indépendante, tournant en orbite autour de lui ; cela lui permettrait de tout voir sur le disque.

### P'tang-p'tang, dieu salamandre
Divinité tutélaire d'un peuple de 51 habitants des jungles d'Howonda, P'tang-p'tang n'apparaît que dans le tome Les Petits Dieux, où l'un de ses fidèles (un pêcheur) est embarqué dans une guerre contre l'Omnia sans le vouloir.
Cette salamandre géante le sauvera, à l'instar des autres dieux convaincus (à coups de poing) par le Grand Dieu Om de ne pas mener cette guerre. Il s'en retournera chez lui avec en tête de nombreuses idées de la civilisation, comme cuire les aliments.

### Dieux du Jolhimôme
Ces dieux apparaissent dans le roman Pyramides. Ils constituent la cosmologie d'une Égypte parodique, nommée Jolhimôme. Ce panthéon est ainsi un pastiche des multiples dieux égyptiens de l'Antiquité.

#### Liste des dieux
- Bherk
- Bin
- Bitos, dieu à tête de vautour des invités surprise
- Bunu, dieu des chèvres à tête de chèvre
- Cephnet
- Cephut, dieu de la coutellerie
- Chefet, dieu à tête de chien et de la ferronnerie
- Dhek
- Fhez, le dieu à tête de crocodile du Bas-Jolh, parodie de Sobek
- Fon
- Hast
- Io (à ne pas confondre avec Io l'Aveugle)
- Jeth, timonier de l'orbe solaire, parodie d'Amon-Râ
- Juf, dieu à tête de cobra de papyrus
- Ket, dieu de la justice à tête d'ibis, parodie de Thot
- Khefin, dieu à double face des portails
- Kouah, déesse du ciel
- Nept
- Nesh
- Net
- Orexis-Nupt
- Put, dieu de la justice à tête de lion
- Salebê, dieu à tête de chat, parodie de Bastet
- Scrab, pousseur de la boule du soleil, parodie de Khépri
- Sessifet, déesse de l'après-midi
- Set, probablement parodie de Seth
- Silicareux, dieu de la bonne fortune
- Silur, dieu à tête de poisson-chat, parodie de Hatmehyt
- Sot
- Syncope
- Teg, dieu de l'agriculture à tête de cheval
- Thrrp, conducteur du char du soleil
- Tzut, dieu à tête de serpent du Haut-Jolh
- Vut, dieu du soir à tête de chien
- Yay

### Autres dieux
- La Dame, déesse de la chance (qui s'en va si l'on prononce son nom)
- Le Destin, rival de la Dame
- Offler, divinité à tête de crocodile
- Om, dieu de la seule religion monothéiste sur le disque
- Dieux Trolls
- Dieux d'Éphèbe
- Quetzdufflecoatl, dieu du peuple Tezuma dans Eric (peut être considéré comme un démon)

## Sorcières du royaume de Lancre

### Mémé Ciredutemps
Mémé Ciredutemps (de son vrai nom Esméralda « Esmé » Ciredutemps) est l'une des trois sorcières formant le convent de Lancre avec Nounou Ogg et Magrat Goussedail, cette dernière étant ensuite remplacée par Agnès Créttine. Au sein du convent, Mémé Ciredutemps représente la « vieille bique ».
Doyenne des sorcières de Lancre, Mémé Ciredutemps revêt le traditionnel chapeau pointu, fiché de multiples épingles, une robe noire et de solides chaussures de marche. En dépit de nombreux efforts, elle n'a cependant pu obtenir verrues et dents pourries qui auraient complété l'apparence classique de la sorcière.
Elle est souvent considérée comme "la chef que toutes les sorcières n'ont sûrement pas. Les sorcières n'ont pas de chef. Sûrement pas. Mémé Ciredutemps ne les laisserait jamais faire ça."
Mémé Ciredutemps est l'un des personnages qui apparaissent le plus fréquemment dans les Annales du Disque-monde et l'un des personnages préférés de Terry Pratchett.

### Gytha Ogg
Gytha Ogg, dite Nounou Ogg, est l'une des trois sorcières du Royaume de Lancre. Autrefois, jeune fille aux mœurs légères, Nounou Ogg est désormais une femme âgée, toujours bonne vivante, dotée d'un solide coup de fourchette, portée sur la boisson, les plaisanteries graveleuses et les chansons paillardes, comme la fameuse Chanson du hérisson (qui n'est jamais citée en entier mais seulement par extraits : au refrain « Le hérisson, lui, ne se fait jamais mettre » viennent s'ajouter d'autres bribes, comme « … avec une girafe, si tu montes sur un tabouret. Mais le hérisson, lui, ne se fait jamais mettre » ou « … avec un escargot, si on ralentit le mouvement, mais le hérisson, lui, ne se fait jamais mettre »). Son caractère bien trempé est souvent proche de la mauvaise foi. Physiquement, c'est une vieille femme portant un chapeau pointu renforcé à l'osier, capable « d'arrêter net toute exploitation agricole ».
Elle est aujourd'hui la matriarche incontestée du clan Ogg, dont elle gère les promotions et les disgrâces en plaçant leurs photos au sein de sa maison. Les plus méritants, sont aux places les plus visibles, les membres ayant démérité étant exposés sur le guéridon branlant près de la gamelle du chat, voire ostracisés dans le couloir.
Elle est mère de quinze enfants : Jason, maître forgeron, maréchal-ferrant (c'est lui qui ferre Bigadin, le cheval de La Mort) et membre des danseurs Morris de Lancre : Grame, Tracie, Shirl, Daff, Dreen et Nev qui pratique des activités pas toujours très honnêtes à Ankh-Morpork (d'après Masquarade), Trev, Kev, Wane, Sharleen, Darron, Karen, Reet et Shawn qui occupe à lui seul l'ensemble des postes administratifs au château de Lancre.
Parmi ses nombreux petits-enfants, se trouve Shane le marin et Pewsey, le plus jeune fils de Jason, toujours sale et la morve au nez. Ses belles-filles, dont elle ne peut jamais se rappeler le nom, sont en revanche considérées comme des femmes de ménage qu'elle peut terroriser et mener à la baguette.
Nounou Ogg possède également un chat du nom de Gredin, qu'elle considère toujours comme un chaton pelucheux bien qu'il soit devenu une boule de malfaisance pure uniquement occupée à chercher à manger, tuer ou violer tout ce qu'il voit, et pas forcément dans cet ordre là.
Au sein du convent de Lancre, Nounou Ogg remplit normalement le rôle de la mère, bien que les évènements de Carpe Jugulum la forcent à remplacer temporairement Mémé Ciredutemps dans le rôle de la vieille femme. Mis à part la divination qui semble sa spécialité, l'invocation d'un démon dans une lessiveuse et le vol sur un balai, Nounou Ogg est rarement vue pratiquant la magie. Dans l'Art du Disque-monde, Pratchett indique qu'il suspecte Nounou d'être la plus puissante des trois sorcières et que son grand talent vient justement de ce qu'elle empêche les gens de le découvrir. Dans la nouvelle La Mer et les Petits Poissons Nounou considère cependant que bien que les membres de la famille Ogg reçoivent tous un immense talent magique, ils n'ont pas la volonté de s’entraîner aussi dur que les Ciredutemps pour le développer.
Nounou Ogg n'utilise pas la têtologie comme Mémé Ciredutemps, ses tentatives d'impressionner et de dissuader ses interlocuteurs dans Carpe Jugulum se soldant par un échec. Elle est cependant une fine psychologue : l'efficacité de son duo avec Mémé tient dans sa capacité à canaliser et à diriger Esméralda sans la froisser. Et elle sait susciter une sympathie immédiate auprès des autres : si Mémé est crainte et uniquement demandée lorsque son assistance est nécessaire, Nounou est aimée et au courant de tous les ragots de Lancre. Sa mainmise sur le clan Ogg lui permet enfin d'utiliser sa famille pour certaines tâches voire de lancer des « émeutes spontanées » à son commandement.
Elle a aussi des talents d'écrivain, qui la mèneront à Ankh-Morpork avec Mémé Ciredutemps dans Masquarade. Il est parfois fait référence à son livre de recettes. Un livre Les Recettes de Nounou Ogg (Nanny Ogg's Cookbook) a été publié en 1999.
Nounou Ogg apparaît dans les tomes Trois Sœurcières, Mécomptes de fées, Nobliaux et sorcières, Masquarade, Carpe Jugulum, Procrastination, Les Ch'tits Hommes libres, L'Hiverrier, Je m'habillerai de nuit et La Couronne du berger.

### Magrat Goussedail
Magrat Goussedail est une jeune sorcière, et l'initiatrice du convent des trois sorcières de Lancre. Elle y tient le rôle de la jeune fille jusqu'à son retrait de la profession et son remplacement par Agnès Créttine. Elle revient temporairement dans le convent, en tant que mère durant les évènements de Carpe Jugulum à la suite de la défection de Mémé Ciredutemps.
Fille de Simplicité Goussedail, petite-fille de Aramenta Goussedail, nièce de Yolande Goussedail, elle a hérité du titre de sorcière et de la chaumière de Bobonne Plurniche. Durant le règne du Duc de Kasqueth, elle vit une romance embarrassée avec le Fou, qui deviendra à l'issue de Trois Sœurcières le roi Vérence II. Fuyant dans Mécomptes de fées un mariage pour « se retrouver » et ne pas « devenir un objet sexuel » (caricaturant ainsi le féminisme et le "welness" à la mode), elle est mise devant le fait accompli dès son retour à Lancre dans Nobliaux et sorcières, Mémé Ciredutemps ayant conseillé à Vérence II de préparer la cérémonie sans son accord. Devenue reine, elle donnera naissance à la princesse Esméralda Margaret Attention Orthographe de Lancre.
Le nez rouge, les cheveux impeignables et la poitrine plate, Magrat est une jeune fille sensible, romantique et idéaliste qui s'habille de vêtements de couleurs, met des fleurs dans ses cheveux, tente en vain de se faire belle. Elle lit des livres, croit en la bonté de Mère Nature et porte secours aux petits animaux. Parodie du paganisme New Age, elle pratique une sorcellerie basée sur les cycles de la nature, le pouvoir des cristaux, où les accessoires prétendument magiques, notamment les bijoux kabbalistiques, tiennent une grande place. Elle est donc soumise aux critiques constantes de ses consœurs de convent, spécialement Mémé Ciredutemps qui la qualifie de « bonnet de nuit sans coiffe ».
Uniquement respectée en tant que sorcière par les Lancriens par peur de la réaction des deux autres s'ils venaient à l'asticoter, Magrat ne peut donc compter sur la têtologie comme Mémé Ciredutemps. Elle est cependant une herboriste accomplie et ses médications ont un effet thérapeutique au-delà du simple effet placebo contrairement à celles de Mémé. Dans Trois Sœurcières, il apparaît en outre qu'elle peut pratiquer efficacement la magie réelle.
Magrat Goussedail apparaît dans les tomes Trois Sœurcières, Mécomptes de fées, Nobliaux et sorcières, Carpe Jugulum, Je m'habillerai de nuit et La Couronne du berger.

### Agnès Créttine
Agnès « Perdita » Créttine est une jeune fille ronde et sensible, « avec de beaux cheveux et un caractère en or », souffrant d'un trouble de la personnalité et qui devient membre du convent de sorcières de Lancre.
Apparue dans Nobliaux et sorcières, Agnès Créttine faisait alors partie des jeunes filles réunies comme convent de sorcières par Lucie « Diamanda » Toquelet, convent où elle se faisait appeler Perdita. Elle était la seule, selon Nounou Ogg, à bénéficier d'un réel don pour la sorcellerie.
Elle dispose d'un talent exceptionnel pour le chant : dotée d'un coffre imposant, pouvant monter jusqu'à l'ultrason ou descendre dans l'infrason, elle est capable de chanter en harmonie avec elle-même, d'imiter n'importe quelle voix ou de placer sa propre voix dans la bouche d'une autre personne. Durant les épisodes de Masquarade, elle tente sous le pseudonyme de Perdita X. le rêve de faire carrière à Ankh-Morpork comme chanteuse d'Opéra. Jugée trop imposante pour plaire au public, elle est reléguée dans les chœurs, où elle prête sa voix à la jeune, belle et mince Christine (Parodie de Christine Daaé dans Le Fantôme de l'Opéra) qui tiendra les premiers rôles en dépit d'une absence totale de talent vocal. Mémé Ciredutemps et Nounou Ogg, désireuses de trouver une remplaçante pour le rôle de la jeune fille dans le convent de Lancre, rôle laissé vacant depuis le couronnement de Magrat Goussedail, finiront par la convaincre de revenir à Lancre comme sorcière.
Parce que « dans une fille grosse se cache une fille maigre et beaucoup de chocolat », Perdita, au départ simple petite voix sarcastique dans la tête d'Agnès Créttine commentant ses actions, deviendra progressivement, à mesure que les dons pour la sorcellerie d'Agnès Créttine s'affirmeront, une personnalité indépendante. Elle est à la fois plus cynique et plus romantique qu'Agnès, plus excitante et plus aventureuse. Dans Carpe jugulum, Perdita quitte définitivement son statut de petite voix pour devenir une seconde personnalité, pouvant prendre le contrôle du corps d'Agnès. Elle y déconsidère continuellement son hôte du fait de son surpoids tout en la protégeant : du fait de la présence de Perdita, Agnès est l'une des rares personnes capables de résister au pouvoir de suggestion des « vampyres ».
En matière de sorcellerie, outre les capacités de résistance aux suggestions et illusions conférées par Perdita, Agnès Créttine n'a montré que quelques talents en précognition (mais ses visions sont difficiles à interpréter) et en herboristerie.
Elle apparait dans les tomes Masquarade, Carpe Jugulum et Nobliaux et sorcières.

### Autres sorcières de Lancre
- Desiderata Lacreuse
- Bobonne Plurniche
- Aliss la noire

### Sorcières d'autres royaumes
Tiphaine Patraque veut devenir sorcière comme Mémé Patraque pour protéger son pays, le Causse. Elle apparaît dans Les Ch'tits Hommes libres, où elle sauvera son petit frère Vauchemin à l'aide des Nac Mac Feegle et de Miss Tique, dans Un chapeau de ciel où elle affronte un rucheur, dans L'Hiverrier où elle est courtisée par l'esprit de l'hiver, dans Je m'habillerai de nuit puis dans La Couronne du berger.
Lilith Weatherwax ou Lady Lilith, sœur de Mémé Ciredutemps, elle règne sur la ville de Genua. Elle est présente dans le livre Mécomptes de fées. Elle utilise la magie des miroirs, Mémé faisait remonter cette passion à son enfance.

## La Mortet ses proches
Personnification masculine de la mort, protectrice des créatures vivantes contre les manigances des contrôleurs.

### La Mort aux rats
Lorsque la Mort part en retraite dans Le Faucheur, de petites morts apparaissent pour toutes les espèces du Disque-monde. Lorsque la Mort reprend son travail, ces petites morts disparaissent, à l'exception de la Mort aux Rats (et de la Mort aux Puces).
La Mort aux Rats est la personnification de la mort pour les rongeurs, et vient prendre leur âme lors de leur décès. Il a l'apparence d'un squelette de rat portant une capuche noire. Malgré sa petite taille, il possède un caractère bien trempé, ainsi qu'un semblant d'intelligence et de ruse. Il s'exprime comme son confrère La Mort en petites lettres majuscules, mais en petits « couiiii ». Il vient aussi pour les âmes des chasseurs de rats, comme dans Masquarade pour les réincarner en souris.
Dans les jeux vidéo d'aventures créés d'après la série, La Mort aux rats apparait dans Discworld II et dans Discworld Noir, en tant que personnage non-joueur.

### Ysabell
Recueillie par la Mort lors de la mort de ses parents, Ysabell est élevée par lui et par Albert, le serviteur de la Mort.
Lorsque son père adoptif recueille un apprenti, Mortimer, personnage éponyme du quatrième roman des annales, elle décide de quitter son père pour Mortimer. Ils deviennent duc et duchesse de Sto Hélit. Ensemble, ils ont une fille : Suzanne Sto Hélit.
Ysabell apparaît dans les tomes Le Huitième Sortilège, Mortimer et Accros du roc.

### Albert
Alberto Malik, dit Albert, est le majordome de la Mort. Il a fondé, 2 000 ans auparavant, l'université de l'Invisible, devant laquelle se trouve sa statue. Comme il ne lui restait plus que quelques jours à vivre, il a exécuté le rite d'AshkEnte à l'envers. Ce rite étant à l'origine destiné à invoquer la Mort, son inversion a permis à Albert de se transporter dans le domaine de celui-ci (la Mort est, rappelons le, de sexe masculin), où le temps ne s'écoule pas. Il est ainsi devenu le domestique de la Mort. Il n'est néanmoins pas immortel, et chaque seconde passée hors du domaine de la Mort le rapproche un peu plus de sa fin.
Il apparaît pour la première fois dans Mortimer.

### Mortimer
Apprenti de la mort et époux d'Ysabell, il apparaît dans le volume, Mortimer. Fils de paysan d'un coin reculé du disque, passablement empoté au début du roman, il est embauché par la Mort qui cherche un apprenti pour pouvoir prendre des vacances et aller à la pêche de temps en temps. Il évolue au cours du roman pour finir par réussir à réparer les erreurs commises au début de son apprentissage.

### Suzanne Sto Hélit
Duchesse, gouvernante, institutrice et petite fille de la Mort. Elle apparaît en particulier dans les tomes Accros du roc, Le Père Porcher et Procrastination.
Fille de Mortimer et d'Ysabell, petite fille de La Mort. Elle est fille unique. Bien qu'elle soit duchesse de Sto Hélit, elle a choisi de faire carrière dans l'enseignement, d'abord comme gouvernante dans Le Père Porcher, puis comme enseignante dans Procrastination.

## Habitants d'Ankh-Morpork
Ankh-Morpork est une grande ville du disque.

### Havelock Vétérini

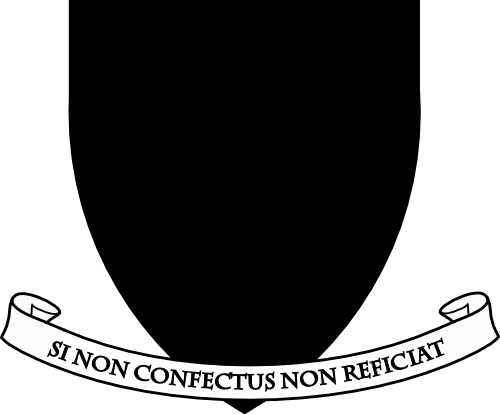
Blason de la famille Vétérini. Devise : Si non confectus non reficiat (« Si ce n'est pas brisé, ne le réparez pas »).

Le seigneur Havelock (jeu de mots en anglais : have-a-lock : verrouiller, contrôler) Vétérini est le patricien d'Ankh-Morpork, qui dirige la ville depuis son bureau oblong (référence au bureau ovale). Il passe son temps à s'arranger pour que la situation actuelle se maintienne.
Il est calme, réfléchi, d'un abord froid et d'apparence flegmatique. Il ne parle qu'à demi-mots ou par suggestion et il est très difficile de l'étonner. Il excelle dans l'art de la manipulation. Il a réactivé le système des Guildes en suivant une certaine logique : le crime existe, autant qu'il soit organisé (pour mieux le maîtriser). Ainsi tient-il les maîtres des Guildes en exerçant des pressions sur eux, de façon qu'aucun groupe ne devienne plus puissant que les autres. Il déteste le mot « dictateur », préférant se qualifier de « tyran bienveillant ».
Vétérini fait l'objet à de multiples reprises de tentatives d'assassinat ou de coups d'État, mais parvient à en réchapper grâce au Guet ou à son formidable esprit retors. Le patricien donne l'impression de toujours tout savoir et de calculer exactement toutes les conséquences comme si le monde était un échiquier géant.
Il écrit en secret un manuscrit nommé Le Serviteur (parodie du Prince de Machiavel), un manuel à l'usage des politiciens ambitieux, dont l'un des plus fameux conseils est « ne jamais bâtir un cachot d'où l'on ne peut pas sortir ».
Dans Pieds d'argile, il est révélé que Vétérini est un ancien élève de la guilde des Assassins et dans Ronde de nuit qu'il aurait tué le patricien de l'époque. Il apparaît comme très brillant dans ce qu'il entreprend et comme un des meilleurs assassins qui puisse exister. Il garde dans une chambre secrète du palais Léonard de Quirm, le plus grand inventeur de tous les temps et va parfois dans son atelier pour y dénicher quelques inventions.
Vétérini a une petite armée, la garde du palais, qui lui est entièrement dévouée. Cependant, c'est à Sam Vimaire, commandant du guet, qu'il semble faire le plus confiance pour maintenir l'ordre dans la cité. Au fil des romans, il le promeut régulièrement.
Il a une aversion pour les mimes, qu'il pend par les pieds dans une fosse à scorpions dont on a peint sur une paroi « Apprends ton texte ! ».
Il a un petit fox terrier, très vieux et odorant, répondant au nom de Karlou, auquel il est très attaché.
Vétérini apparaît dans les tomes des Annales du Disque-monde : La Huitième Couleur, Sourcellerie, Au Guet !, Les Zinzins d'Olive-Oued, Le Faucheur, Le Guet des orfèvres, Accros du roc, Les Tribulations d'un mage en Aurient, Pieds d'argile, Va-t-en-guerre, Le Cinquième Éléphant, La Vérité, Ronde de nuit, Timbré, Le Dernier Héros, Jeu de nains, Monnayé, Allez les mages ! et Coup de tabac.
Son nom n'est néanmoins précisé qu'à partir de Au guet !. Dans ses apparitions antérieures, il est uniquement appelé « le patricien » et présente un caractère différent de celui établi par la suite par Pratchett : il est notamment décrit comme obèse dans La Huitième Couleur.
Dans The Colour of Magic, téléfilm adapté des deux premiers tomes de la série (2008), il est interprété par Jeremy Irons. Dans Timbré, autre téléfilm adapté du roman éponyme, c'est Charles Dance qui lui prête ses traits.

### Lupine Wonse
Lupine Wonse est le secrétaire du patricien Havelock Vétérini dans Au Guet !.
Il est aussi le grand maître suprême d'une société secrète : les Frères Éclairés, composée des frères Portier, Crocheteur, Tourduguet, Plâtrier et Cagoinces.
Il les manipula pour invoquer un dragon, et se servit de lui pour renverser le patricien, mais le dragon échappa à son contrôle. Il meurt à la fin de ce livre, en tombant de cinq étages après avoir reçu les Lois et Ordonnances des cités d'Ankh et de Morpork au visage, lancées par Carotte Fondeurenfersson, le capitaine Samuel Vimaire lui ayant ordonné de lui « balancer le règlement à la figure ».

### Léonard de Quirm
Léonard de Quirm (Leonardo da Quirm) est une parodie évidente du grand savant, artiste et inventeur Léonard de Vinci. Léonard est un homme d'âge indéterminé. Originaire de Quirm, il s'est installé à Ankh-Morpork il y a longtemps et est actuellement un invité permanent du patricien, qui considère qu'un homme aussi intelligent devait être gardé de très près.
Peintre, physicien, connaissant l'alchimie (il inventa la « poudre no 1 », ou poudre noire), il est également un ingénieur brillant dans tous les domaines. Comme de Vinci il a conçu un grand nombre de machines de guerre avec l'ensemble des plans de montage, comme lui il écrit à l'envers, et comme lui il tient la guerre pour la plus mauvaise des activités humaines. Il est décrit par ses anciens collègues de la Guilde des alchimistes comme un « bricoleur », un « type avec le cerveau tellement affuté qu'il se coupait à tout bout de champ ». Cependant il semble qu'il soit dépourvu du moindre gramme d'imagination en ce qui concerne le nom de ses inventions.
Parmi tous les sujets auquel Léonard s'intéresse, celui du vol des oiseaux et de l'aéronautique le passionne tout particulièrement. Son fameux tableau nommé « Mona Ogg » (qui semblerait être un portait de Nounou Ogg jeune, bien que l'on n'ait pas de preuves formelles) est renommé pour les dents du sujet qui seraient capable de suivre le spectateur tout le long de la pièce, voire jusque dans la rue.
Il apparaît dans les tomes Les Zinzins d'Olive-Oued, Le Guet des orfèvres, Accros du roc, Va-t-en-guerre, Le Dernier Héros, Trois Sœurcières (juste une référence au personnage), Le Cinquième Eléphant et Éric.

### Planteur J.M.T.L.G.
Ce personnage apparaît la première fois dans l'album Au guet ! Planteur Je-m'tranche-la-gorge (J.M.T.L.G.), de son vrai nom Claude Maximilien Harmoni Transpire Planteur, est un vendeur d'Ankh-Morpork, capable de tout vendre (en particulier des marchandises douteuses en jurant ses grands dieux qu'elles sont de première qualité). S'il est en règle générale vendeur de plus-ou-moins hot-dogs à Ankh-Morpork, il a su profiter des occasions et être réalisateur-producteur (Les Zinzins d'Olive-Oued), impresario et organisateur de festival de musique gratuite (Accros du roc).
On trouve des alter ego de Planteur JMTLG un peu partout sur le Disque-monde:
- Plhata Je-me-tranche-la-main, vendeur de sucreries et de yaourts vivants à Omnia (Les Petits Dieux).
- Planthara Je-m'éventre-honorablement vend de vieux œufs, des gâteaux de riz et des boulettes de porc sur une baguette en Aurient (Les Tribulations d'un mage en Aurient).
- Planteur Juste-prix, vend des pâtés à la viande dans de la soupe de petit pois dans les rues de Foutenlair sur le continent Iksien (ou iXien), c'est-à-dire le dernier.
- Grand maître Lobsang Planteur, ancien vendeur de leçons d'autodéfense par correspondance.
- Al-Blanta exerce à Al Khali, un port de Klatch (Va-t-en-guerre).
- Al Plahita, vendeur de couscous (le Dernier Continent).
- Plantlang Que-je-n'atteigne-jamais-le-Nirvana, vendeur de thé au beurre de yak (le Dernier Continent).
- Plant Plantessonson, vendeur de smorgasbord (le Dernier Continent).
- Plantooki Qu'on-me-renvoie-à-coups-de-pieds-dans-mon-trou-d'igloos, vendeur de blanc de baleine (le Dernier Continent).
- Plang-Plang J'avale-ma-sarbacane, vendeur de bière non fermentée (le Dernier Continent).

### Chien Gaspode

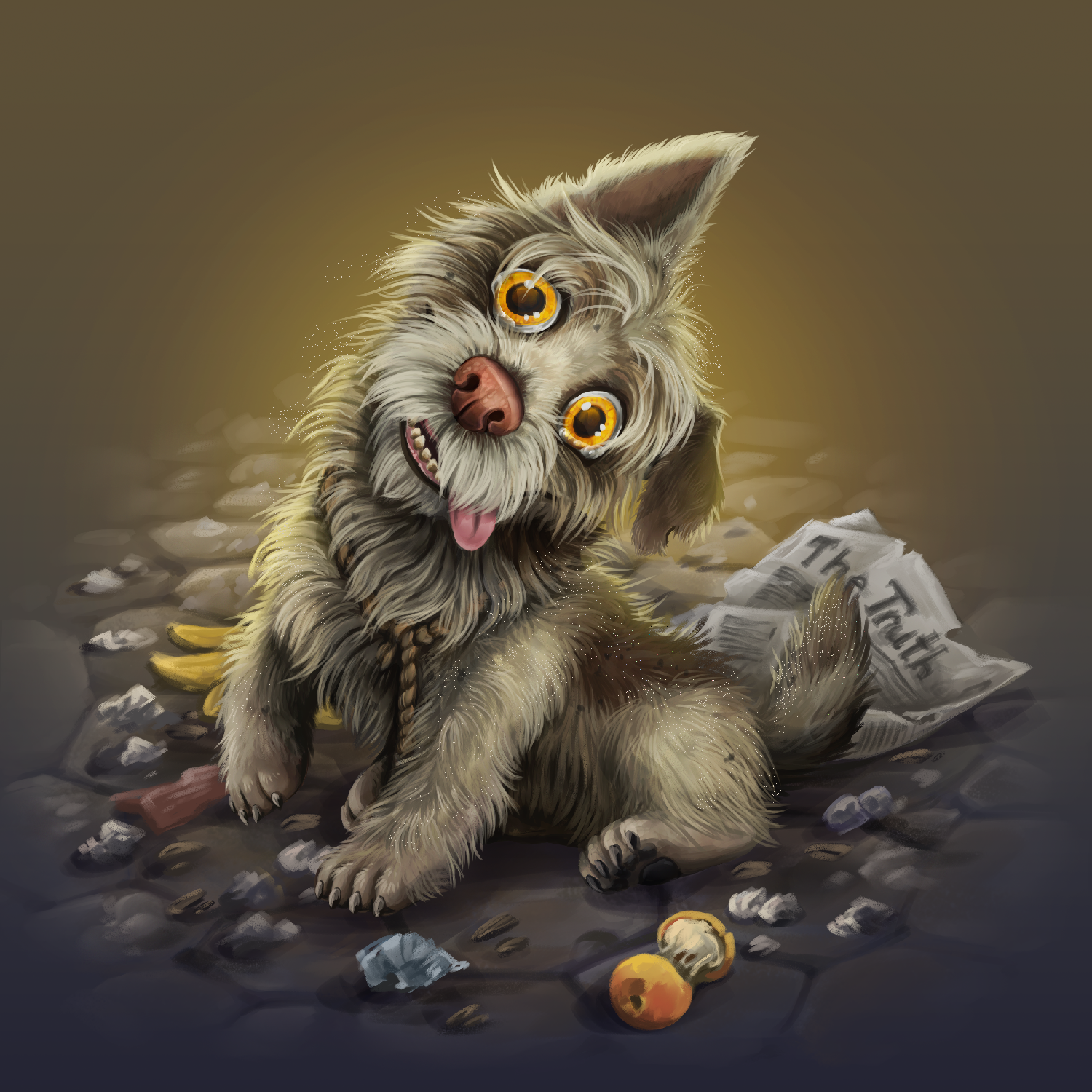
Dessin de fan de Gaspode.

« Ouah, ouah, ouah et grogne, grogne » dit le chien Gaspode. Il dit aussi : tout le monde sait que les chiens ne parlent pas. Ainsi, ceux qui croisent sa route s'imaginent « entendre des voix » ne pouvant pas croire qu'un vilain petit chien pelé puisse deviser.
Gaspode, chien sans maître, a subi les influences de l'université de l'Invisible. Bâtiment où les fuites de magie génèrent des choses inattendues qui font le charme du Disque-monde. Charme tout relatif pour ce chien sale, puant « comme une mauvaise haleine » et plein de puces.
Gaspode est le reflet de la relation entre les êtres humains et les chiens domestiques. Il fait le lien entre l'animal et l'humain avec sa façon de voir les choses et son pouvoir de les exprimer.
Il apparaît pour la première fois dans Les Zinzins d'Olive-Oued et joue un rôle important auprès d'Angua dans Le Guet des orfèvres.

### Bougre-de-Sagouin Jeanson
Jeanson Bergholt Stuttelet, dit Bougre-de-Sagouin Jeanson, mais aussi Bougre-de-Sagouin « Ça fait-un-peu-fouilli-pour-l’instant-mais-vous-verrez-dans-cinq-cents-ans » Jeanson et Bougre-de-Sagouin « Écoutez-les-plans-étaient-impeccables-quand-je-les-ai-tracés » Jeanson, est sans conteste le plus pitoyable architecte et ingénieur du multivers. Il n’apparaît physiquement jamais dans la série, seules ses œuvres sont vues par les protagonistes.

#### Personnage
Le génie de Jeanson s’est épanoui dans des domaines aussi variés que la jardinerie, l’architecture, la musique et la littérature, avec pour technique d’étude une simple philosophie : le refus de comprendre et de différencier « des détails comme les centimètres et les mètres ou les grammes et les kilos » ce qui a rendu ses créations complètement hors de propos et lui valut pas mal de déboires.
Il n’était pas cependant homme à se laisser rebuter par son incompétence et sa capacité à obtenir des résultats qu’un génie aurait du mal à obtenir lui a valu une notoriété considérable. Il n’a jamais manqué de commandes, l’excentricité de ses œuvres le mettant à la mode et les riches personnages n’ayant jamais manqué d’adorer ce qu’ils ne peuvent comprendre: en cela il est une caricature d'artiste contemporain.
Il a été abattu par le grand-père de Dame Ramkin avant d'avoir pu causer de trop sérieux dégâts au paysage patrimonial.

#### Œuvres principales
- La butte du manoir de Quirm : deux mille tonnes de terre dressées devant les fenêtres parce que « Moi, ça me rendrait fou d’avoir toute la journée sous les yeux un tas d’arbres et de montagnes, pas vous ? » ;
- L’arche commémorative de la bataille de Cromhorne, contenue dans une petite boîte en carton ;
- Le service à condiment du seigneur Claqueboîte le Fou, où demeurent quatre familles (la poivrière est utilisée comme silo à grain) ;
- Les orgues de l’Opéra d’Ankh-Morpork et de l’université de l'Invisible[10], ainsi qu'un exemplaire appartenant à un vampire[11] ;
- Les jardins du palais du patricien d’Ankh-Morpok, le clou de sa carrière, qui contiennent notamment une allée bordée d’arbres de deux mètres de long (ne venant et ne menant à rien), le lac à truite (qui ne contient qu’une seule truite longue et fine), la grande fontaine (qui n’a fonctionné qu’une seule fois, projetant des morceaux d’angelot aux quatre coins de la ville), le cadran solaire à carillon (qui a une forte tendance à exploser sur les coups de midi), le labyrinthe (si petit qu’on s’y perd à le chercher) et le hoho (fossé délicieusement caché et dangereusement profond, version exagérée du ha-ha).

### Madame Cake
Madame Cake est une médium d'Ankh-Morpork qui tient une pension pour les morts-vivants : zombies, vampires, loups garous, etc. Elle réside rue de l'Orme (Elm Street en version originale), près du quartier des Ombres, le plus mal famé d'Ankh-Morpork.
La prescience médiuminique de Madame Cake lui permet de répondre aux questions avant qu'on les lui pose. Il faut cependant impérativement les poser, pour ne pas créer un paradoxe spatio-temporel qui donne à Madame Cake la migraine. Deux types de prédictions sont disponibles pour les clients de Madame Cake : une économique, qui décrit le présent, une complète, qui décrit le futur.
Elle semble inspirer une véritable terreur aux prêtres de toute sorte. Dans Le Faucheur, en expliquant à l'archichancelier ce qu'elle inspire, le grand prêtre d'Io l'aveugle la compare à l'équivalent des choses des dimensions de la basse-fosse, que redoutent les mages. Elle est cataloguée de la même manière par les employés de la poste dans Timbré.
De petite taille mais bien en chair, elle porte un grand chapeau noir affublé d'animaux empaillés et de fruits en cire. Le fait que sa fille soit une louve-garou n'est pas étranger à sa sympathie envers les morts-vivants de toutes sortes. Dans Le Guet des orfèvres, elle héberge Angua, membre du Guet Municipal et louve-garou elle aussi.
Madame Cake apparaît dans Le Guet des orfèvres, Va-t-en guerre, Le Faucheur, Timbré (où il est seulement fait allusion à son nom sur la pancarte accrochée au bâtiment de la poste d'Ankh-Morpork) et Monnayé

### Université de l'Invisible

#### Rincevent
Rincevent est un mage (du moins il est inscrit sur son chapeau : « MAJE ») accompagné du Bagage aux multiples pattes.

#### Le Bagage
Le Bagage est un objet magique vivant du Disque-monde, une sorte de coffre magique fait de poirier savant et qui suit aveuglement son propriétaire grâce à ses centaines de pattes. Il nettoie aussi le linge et le range. Plutôt agressif, il défend son propriétaire avec énergie, les personnages avalés disparaissant.
Le caractère du Bagage reste assez obscur en cela qu’il ne possède ni yeux ni bouche pour l’exprimer. Mais à plusieurs reprises il arrive à traduire la désorientation, le mépris, la haine ou même l’amour dans Le Huitième Sortilège. En effet le Bagage a cette capacité de faire transparaître ses intentions par ses ferronneries notamment. Dans Sourcellerie, le bagage, se croyant délaissé, se saoule. La mauvaise humeur dans laquelle il se réveille est un autre exemple du grand anthropomorphisme dont est capable le Bagage.
D'abord la propriété de Deuxfleurs, il suivra à partir de la fin de Le Huitième Sortilège le mage Rincevent. Le Bagage a été acheté par Deuxfleurs dans une Tabernoe Vagante, une boutique dont la localisation dans l'univers change constamment.
Dans Les Tribulations d'un mage en Aurient, il profite de son passage dans son pays d'origine pour rencontrer une représentante de son espèce et faire des petits bagages.
Le Bagage fait une apparition dans La Huitième Couleur, Le Huitième Sortilège, Sourcellerie, Éric, Les Tribulations d'un mage en Aurient, Le Dernier Continent, Le Dernier Héros et Allez les mages !
Le Bagage apparaît aussi dans les jeux d'aventure Discworld et Discworld II, aux côtés de Rincevent. Il transporte l'inventaire de ce dernier, et a une capacité infinie (bien qu'il ne puisse suivre Rincevent dans certains endroits, et celui-ci a une place d'inventaire très restreinte).

##### Poirier savant
Le poirier savant est le bois constituant le Bagage. La principale particularité de ce matériau est de suivre son propriétaire absolument partout. De fait, le bagage est muni de nombreuses pattes et suit Rincevent partout (y compris dans les Dimensions de la Basse-Fosse dans Sourcellerie). Le poirier savant possède d'autres talents appréciables. Il semble notamment que l'intérieur du bagage soit une sorte de porte dimensionnelle, le bagage pouvant stocker un nombre apparemment infini d'objet de toute taille, et les restituer à son propriétaire sur demande. C'est aussi un endroit très sûr où garder des objets précieux, le bagage mangeant (ou du moins, avalant) toute personne essayant de l'approcher pour l'ouvrir. Dans certains passages, il est même écrit que le bagage semble parfois « exprimer » des sentiments (ce qui semble très compliqué, y compris aux personnages qui le remarquent, compte tenu de la condition du bagage).
Le poirier savant est originellement un arbre (tout comme le poirier) ayant subi l'influence d'un fort champ magique à la suite des Guerres Thaumaturgiques ayant eu lieu bien avant le début du premier tome, et qui ne sont relatées que sous la forme de chroniques historiques rappelant la puissance de la magie.

#### Mustrum Ridculle
Mustrum Ridculle, ou Ridculle le Brun, est l'archichancelier de l'université de l'Invisible d'Ankh-Morpork en poste à partir du dixième volume des annales : Les Zinzins d'Olive-Oued.
Il a un caractère impossible, tout comme une ancienne petite amie à lui, Mémé Ciredutemps. Cela est peut-être dû à leur région commune : Lancre. Son frère est archiprêtre du dieu Io l'Aveugle.
La longévité de Mustrum à son poste semble avoir lassé petit-à-petit les autres mages à grimper dans la hiérarchie. Les promotions se faisant à l'ancienneté, il n'était pas rare de forcer le destin à coup de scorpions dissimulés dans les lits.
Mustrum est arrivé à ce poste un peu au gré du hasard puisqu'il s'était retiré à la campagne avant de revenir pour prendre son poste. C'est certainement cette vie au grand air qui lui a donné sa force, son caractère bourru et parfois son caractère simple. Il ne comprend par exemple jamais ce que lui explique Cogite Stibon, jeune mage aux idées modernes. Cependant, il montre à plusieurs reprises qu'il est plus malin qu'il ne le laisse paraître, et son mode de pensée direct fait parfois merveille. Certes, à son arrivée les mages les plus anciens ont essayé de prendre sa place, mais ils n'ont pas eu affaire aux vieux mages ventripotents des temps anciens. Il est dit que certains mages n'ont plus rien entendu pendant quinze jours après avoir fait une tentative.
Il semble être une parodie du personnage de Radagast le brun, le magicien protecteur de la foret noire dans Le Seigneur des anneaux.

#### L'économe
L'économe, de son vrai nom Pipidrelin, Dr A.A.D.M. (7e), D., T., L. ès O, M. C., L. ès C.O.N. est l'économe de l'université invisible, l'école des mages. Contrairement aux autres mages, il est à l'abri des intentions mortifères de collègues ambitieux, car pour vouloir sa place, il faut avoir envie de passer le reste de ses jours à additionner des colonnes de chiffres, activité peu recherchée des mages.
L'économe, à la suite de sa collaboration éprouvante avec Mustrum Ridculle, est quelque peu enclin à certains problèmes psychiques. Il a besoin de prendre des pilules de grenouilles séchées, il est nécessaire de le tenir à l'écart du sucre et de la viande, et de lui interdire l'usage de couverts métalliques en ne lui permettant d'utiliser qu'une cuillère en bois.
Si l'exposition de longue durée à la personnalité très vivante de l'actuel archichancelier a définitivement fait flancher l'économe, l'élément déclencheur de ses problèmes de santé mentale remonte au repas de deuil de Vindelle Pounze, mage défunt enterré dans Le Faucheur. Le malheureux Économe était placé juste devant les doubles portes de la grande salle et avait relevé le nez de son assiette lorsque son regard croisa celui du défunt, totalement décédé, récemment inhumé, très mécontent de constater que la Mort ne s'était pas dérangé pour venir cueillir son âme et peu disposé à patienter sous terre alors qu'un lit l'attendait à l'université de l'Invisible.
Il semblerait que les mages, pour lui permettre de vivre (relativement) normalement, se sont dit que vu qu'il passait sa vie dans une illusion, ils devaient lui donner l'illusion d'être sain d'esprit. les résultats semblent assez étonnamment bons.
Un aperçu plus vaste de l'esprit de l'économe est donné dans le livre Le Dernier Continent. Si sa capacité à faire des calculs de tête est exceptionnelle, le reste est gravement endommagé. L'économe vit dans un monde parallèle où il peut « passer une après-midi entière à discuter avec un mur ». Ses paroles sont délirantes. Pour dire bonjour à un indigène il dira dans Le Dernier Continent : « Hourra !! Voilà un rosier ! ».
Mustrum Ridculle a considérablement aggravé son cas et ce pour plusieurs raisons. Premièrement il a installé une cible à flèches sur la porte du bureau de l'économe qui se trouve en face du sien afin de pouvoir s'entraîner au tir à l'arbalète. Il a ensuite toujours considéré que le seul moyen de soigner l'économe était de le secouer un peu. Enfin il ne s'occupe d'aucune des paperasses que l'économe lui apporte, ce qui perturbe ce dernier dans son travail.

#### Cogite Stibon
Cogite Stibon a réussi son examen de mage en recevant par erreur la feuille truquée de son compagnon de chambre Victor Tugelbend, où ne figurait qu'une seule et unique question : « Quel est votre nom ? ».
Cogite Stibon est présent dans Les Zinzins d'Olive-Oued, Nobliaux et sorcières, Accros du roc, Les Tribulations d'un mage en Aurient, Le Père Porcher, Le Dernier Continent, Timbré et Allez les mages !

#### Le bibliothécaire
Il est apparu pour la première fois dans le second livre des annales du Disque-monde, Le Huitième Sortilège, dans lequel il fut transformé en orang-outan par un effet de bord d'un puissant sortilège. Depuis, il est apparu dans la quasi-totalité des volumes, même si parfois son intervention ne représente que quelques lignes.

##### Postérité
Un langage de programmation de type Turing-complet dérivé de brainfuck a été créé en son honneur, le Ook!.

### Guet municipal d'Ankh-Morpork

#### Samuel Vimaire
Samuel Vimaire, surnommé « Sam », est lors de sa première apparition dans l'album  Au Guet ! le capitaine du guet municipal de nuit d'Ankh-Morpork. Par la suite il est promu commissaire divisionnaire (Le Guet des orfèvres), duc d'Ankh (Va-t-en guerre) et ambassadeur d'Ankh-Morpork (Le Cinquième Éléphant).
Mis à part la balafre dont il écope lors de son retour dans le passé (Ronde de nuit), aucune description physique n'est donnée de lui, mais Terry Pratchett indique dans L'art du Disque-monde qu'il a toujours imaginé Vimaire comme physiquement proche de l'acteur Pete Postlethwaite, bien que Paul Kidby lui donne des traits proches de Clint Eastwood. Samuel Vimaire aurait exactement 46 ans lors de Ronde de nuit et 47 ans dans Jeu de nains.
Présenté au début de Au Guet !, à la manière des privés dans les films noirs, comme un policier alcoolique et désabusé, qui ne se serait engagé dans le guet qu'à la suite d'une déception sentimentale, il devient au fil des romans un membre respecté d'une aristocratie qu'il abhorre. Le développement du guet, au départ simple reliquat de quelques membres, déconsidéré et obsolète, comme police moderne et efficace sous son commandement est l'une des évolutions majeures des Annales du Disque-monde.

#### Sybil Ramkin
Dame Sybil Deirdre Olgivanna Ramkin est une aristocrate d’Ankh-Morpork et l’épouse du commissaire divisionnaire Samuel Vimaire.
Sibyl Ramkin est issue d’une des plus anciennes familles aristocratiques d’Ankh-Morpork, dont elle est une des dernières survivantes, et est la femme la plus riche de la ville : elle possède un dixième d’Ankh, de grandes propriétés à Morpork et d’immenses terres cultivables, ce qui lui rapporte sept millions de piastres l’an. La devise familiale est non sumet nullus pro responso et le blason représente un dragon de sinople gardant et passant surmonté de trois barreaux de sable brochant.
C’est une grande dame imposante, coiffée d’une masse de cheveux châtains, maintenant sous forme de perruque, décantation d’une longue lignée d’individus à la santé solide et à l’ossature robuste. Elle est forte, aimable et d’une franchise confondante.
Jusqu’à un âge assez tardif, elle vivait seule dans le manoir familial, une vieille maison agréable dotée de jardins biens dessinés dus à un ancêtre qui tira une flèche dans la jambe de Bougre-de-Sagouin Jeanson un jour où il voulait s'engager dans l'allée de la maison. Elle n’en utilisait que trois chambres, sur les trente-quatre de la demeure, servie par le vieux Villequin, le majordome de la famille.
Elle a consacré toute sa vie et sa chevelure à l’élevage d’une trentaine de dragons des marais, auxquels elle voue une affection bien peu compréhensible, dans un enclos derrière la maison. Elle gère en outre le Sanctuaire du Soleil pour dragons malades et a publié, à compte d’auteur, plusieurs ouvrages sur les affections de ces étranges animaux.
Elle rencontre sur le tard le commissaire divisionnaire Samuel Vimaire, au cours d’une enquête de ce dernier sur la réapparition d’un authentique dragon dans le ciel urbain, avec qui elle se marie assez rapidement. Dès lors une armée de jardiniers s’occupe de la maison qui était dans un état de délabrement incroyable et Dame Ramkin refait surface dans la haute société morporkienne. Les deux époux ont eu un enfant, Samuel Vimaire junior, qui occupe le temps que Dame Ramkin accordait à ses dragons.
Elle apparaît dans les romans Au guet !, Le Guet des orfèvres, Pieds d'argile, Va-t-en-guerre, Le Cinquième Éléphant, Ronde de nuit, Jeu de nains et Coup de tabac

#### Villequin
Villequin (Willikins en anglais) est le majordome de Sybil, et devient celui de Samuel Vimaire après le mariage. Si au début, la perspective d'avoir un serviteur répugne Vimaire, il s'accommode finalement bien de la personnalité de Villequin : en effet, si celui-ci est un majordome modèle, il est aussi de la même extraction sociale que Vimaire. Les deux hommes sont nés dans le même quartier (rue Faussepatte, non loin de la rue Coquebec, au fin fond du quartier des Ombres), ce qui fait de Villequin un combattant de rue hors-pair, capable de tuer une foule d'agresseurs avec un esprit retors et sanguinaire, caché derrière son apparence parfaite de serviteur. On découvre notamment ces tendances dans Va-t-en-guerre et Jeu de nains. Son aide à Vimaire dans Coup de tabac dépasse aussi largement l'assistance habituelle du majordome, notamment quand il s'agit de fournir son maître en outils tranchants...

#### Carotte Fondeurenfersson
Carotte Fondeurenfersson, né humain, a été adopté par une famille de nains des montagnes du Bélier. Devenu adulte, haut de deux mètres, il a dû quitter sa famille et a rejoint Ankh-Morpork où il s'est engagé dans le guet municipal (dans Au Guet !). Il écrit une fois par semaine à ses parents.
Il est hermétique à toute métaphore et prend tout au premier degré. Il est honnête, simple, mais pas simplet. Il connaît par cœur toutes les lois d'Ankh-Morpork et tente de les faire respecter, avec parfois un peu trop de zèle, de l'avis du patricien Havelock Vétérini. Il mettra en état d'arrestation le chef de la guilde des voleurs rapidement après son arrivée au guet, au grand étonnement et effroi de ses collègues du guet.
Au début de Le Guet des orfèvres, il est promu caporal du guet, puis capitaine à la fin.
Il a une histoire d'amour avec Angua, autre agent du guet et louve-garou.
Il serait le descendant direct des rois d'Ankh-Morpork, bien que ce ne soit jamais directement confirmé, ce qui se traduit par un charisme exceptionnel, une aptitude à planter des épées dans la roche et à les retirer sans difficulté, et une tache de vin en forme de couronne sur l'épaule.
Carotte a réussi à se faire une réputation très rapidement à Ankh-Morpork en parlant aux gens. Il transpire tellement la bonne volonté et la bonne foi que les criminels qu'il arrête ne savent plus vraiment quoi faire et finissent par pleurer en s'excusant de leur mauvais comportement. Ce qu'il peut dire est tellement énorme que les gens ne peuvent concevoir qu'il est calculateur, et ils ont probablement raison, Carotte est candide, surtout après son arrivée au guet, mais il est loin d'être idiot.
Dans Le Guet des orfèvres, au terme d'une situation affreuse (et de légitime défense) il ira même jusqu'à tuer un criminel d'un coup d'épée redoutable, pénétrant étrangement la roche.
Il apparaît dans les tomes Au Guet !, Le Guet des orfèvres, Pieds d'argile, Va-t-en-guerre, Le Cinquième éléphant, La Vérité, Monnayé, Le Dernier Héros, Ronde de nuit, Jeu de nains et Coup de tabac.

#### Frédéric Côlon
Frédéric « Fred » Côlon, éternel sergent dans le guet municipal d'Ankh-Morpork, est le compagnon de route et (à l'occasion) de beuverie du caporal Chicard. Il est marié, mais nous n'avons que peu d'informations sur Mme Côlon. Le sergent semble toujours à la limite de partir à la retraite pour s'installer dans une ferme à la campagne mais ne le fait jamais. C'est le plus vieux policier encore en activité d'Ankh-Morpork. Étant donné qu'il a tendance à accepter la moindre proposition de repas ("Allez, sergent, c'est gratuit pour le guet"), il est énorme et peu zélé. Il est terrifié à l'idée d'être promu officier, ce qui grâce aux interventions respectives de Samuel Vimaire et du patricien, n'arrive pas avant Le Cinquième éléphant, où Côlon en capitaine suppléant, brûle toute la paperasse avant de se faire submerger par elle et surveille de près la réserve de sucre, partant du principe qu'une fois le sucre sauf, le reste suivra. Une grève viendra régler la question. Il est garçon d'honneur au mariage de Sam Vimaire et de Dame Sybil Ramkin.
Dans "Coup de tabac", il est présenté comme especiste et "détestant secrètement tout ce qui n'est pas humain" par le commissaire Vimaire. Mais en prenant par erreur un pot façonné par un gobelin, il deviendra mentalement un gobelin pendant quelques jours, ce qui l'amènera à voir le monde différemment et entrainera sa mutation près d'un nid de gobelins, à la ville.
Lecteur lent et méticuleux, rendu poltron par de longues années en tant que flic, le sergent Côlon est une des figures récurrentes de la série.
Il a un rôle important dans les tomes Au Guet !, Le Faucheur, Le Guet des orfèvres, Pieds d'argile, Va-t-en-guerre, Le Cinquième éléphant, Ronde de nuit, Les Zinzins d'Olive-Oued, Accros du roc, Le Père Porcher, Jeu de nains et Coup de tabac.

#### Caporal «Chicard» Chicque
Cecil Wormsbourg Saint-Jean Chicque, fils de Maïse Chicque et Sconnar Chicque, plus connu sous le nom de Chicard, est caporal dans le guet municipal d'Ankh-Morpork. A priori et plutôt par défaut qu'autre chose, il appartient à l'espèce humaine.
Il est cynique et dégouté du monde en général, de petite taille (au point qu'il possède des papiers prouvant qu'il est humain) et les jambes arquées, fume des mégots immondes qu'il sort de derrière ses oreilles et passe parfois les suspects à tabac, surtout lorsqu'ils sont inconscients. Des marchandises disparaîtraient des magasins qu'il est censé surveiller.
Ses origines nobles ont failli le placer sur le trône d'Ankh-Morpork dans Pieds d'argile. En effet il serait le dernier descendant du comte d'Ankh.
Il est aussi membre du Club des chants et danses traditionnels de Morpork.
Ses désirs de relations romantiques sont un thème humoristique récurrent dans les romans où il apparaît : dans Va-t-en guerre, il cherchera ainsi le grand amour, engendrant des situations burlesques à la suite de nombreux quiproquos. Dans Jeu de nains, il a une brève histoire d'amour avec une danseuse de poteau, Tawnee, pour finalement revenir à Vérité Pousselandeau, une marchande de poissons qui lui lance des poissons dessus quand il s'approche, ce qu'il interprète comme une preuve d'affection. Dans Coup de tabac, enfin, on apprend que celle-ci s'est marié avec un autre, et Chicard commence une histoire d'amour, visiblement réciproque, avec la jeune gobeline Éclat-de-l'arc-en-ciel, entraînant sa mutation à la campagne pour la rejoindre.
Il apparaît dans les tomes suivants (à compléter) : Au Guet !, Les Zinzins d'Olive-Oued, Le Guet des orfèvres, Accros du roc, Masquarade, Pieds d'argile, Le Père Porcher, Va-t-en guerre, Ronde de nuit, Jeu de nains et Coup de tabac.

#### Détritus
Détritus est un troll qui apparaît avec un vrai rôle dans le roman Les Zinzins d'Olive-Oued. Il fait pourtant de courtes apparitions dans les précédents tomes en tant que videur à la taverne du Tambour crevé, qui deviendra ensuite le Tambour rafistolé. Il est considéré comme un troll bête même par ses propres congénères. Attiré à Olive-Oued, il est engagé par Planteur JMTLG en qualité de troll de main, puis de « vice-président chargé des vice-présidents ». Il y rencontre la trolle Rubis avec qui il rentre à Ankh-Morpork. C'est elle qui le convainc de s'engager dans le guet de nuit, ce qu'il fera dans Le Guet des orfèvres. Il y devient ami avec le nain Bourrico, malgré l'irréductible inimitié des deux communautés.
Enfermé dans une chambre froide avec son coéquipier Bourrico (Le Guet des orfèvres), on découvre une particularité de certains trolls : ceux composés de silice. À l'instar des processeurs informatiques, leurs capacités intellectuelles s'améliorent avec le froid. Autant dans les déserts de Klatch, Détritus risque la mort (Va-t-en guerre), autant les montagnes enneigées de l'Überwald lui font du bien (Le Cinquième éléphant). Bourrico lui fabrique alors un casque réfrigérant afin d'augmenter ses capacités cérébrales.
Autres caractéristique du sergent Détritus : son efficacité en tant que flic. Sa force brute inspire la collaboration.
De plus, il utilise comme arbalète une baliste, qui utilise des faisceaux de carreau comme projectiles. Lorsque Détritus presse la détente, l'accélération provoque l'embrasement des carreaux qui sont projetés à une telle vitesse qu'ils sont capables de pulvériser la porte d'un château fort.

« – Qu'est-ce que je vous ai dit au sujet de Monsieur Cran de Sureté? demanda Vimaire d'une petite voix.
– Quand monsieur Cran de Sureté n'est pas enclenché, madame Arbalète n'est pas votre copine, récita Détritus en saluant. »

— Ronde de Nuit
Il s'assomme s'il essaie de saluer réglementairement.
Au fil des tomes, il devient de plus en plus important pour le guet, faisant partie des flics en lesquels le commissaire Vimaire a le plus confiance.
Il apparaît dans les romans Au Guet !, Les Zinzins d'Olive-Oued, Le Guet des orfèvres, Masquarade, Accros du roc, Pieds d'argile, Va-t-en-guerre, Le Cinquième Éléphant, Ronde de nuit, Jeu de nains et Coup de tabac.

#### Bourrico
Bourrico est un nain, très habile à la hache.
Dans Le Guet des orfèvres, il est engagé dans les forces du guet municipal d'Ankh-Morpork pour représenter la minorité naine, en même temps que Détritus (pour les trolls) et Angua (pour les femmes et les louves-garou).
Ses débuts dans sa fonction se passent assez mal, eu égard à l'inadaptation de l'équipement (humain) du guet et à la rivalité tribale qui oppose nains et trolls. L'animosité (fort peu larvée) qui l'oppose à Détritus fait rapidement place à l'amitié, tandis qu'il se révèle efficace comme agent du guet, devenant "agent principal chargé des nains" à la faveur de la reprise en main des services du guet par le caporal Carotte Fondeurenfersson.
Il n'aura pas l'occasion de briller dans ses nouvelles fonctions puisqu'il ne survit pas à ce volume des Annales, parodiant le travers des films hollywoodiens à "tuer le noir d'abord".
Son âme est censée (d'après elle) errer dans le monde en proie au martyr, car équipée d'une hache tordue au moment de sa mort, il finit enterré dans les règles. Avec une arme bien plus redoutable.

#### Angua von Überwald
Angua est une louve-garou : une semaine par mois, à la pleine lune, elle se transforme en louve lorsque la lune l'éclaire.
Dans Le Guet des orfèvres, elle s'est engagée dans les forces du guet municipal d'Ankh-Morpork grâce à la politique du patricien Havelock Vétérini qui souhaite que le guet compte dans ses rangs des représentants des minorités ethniques de la ville. Elle a une histoire d'amour avec Carotte Fondeurenfersson. Elle loge chez Madame Cake qui a une fille louve-garou, elle aussi.
N'aimant pas faire couler le sang, elle a opté pour le végétarisme. Craignant de faire du mal aux gens et à Carotte en particulier, elle pense très souvent à retourner dans son pays d'origine, l'Überwald, d'où elle s'est enfuie pour échapper à sa famille de loup-garous.
Elle apparaît dans Le Guet des orfèvres, Pieds d'argile, Va-t-en-guerre, Le Cinquième éléphant, La Vérité, Le régiment monstrueux, Jeu de nains et Timbré.

#### Hilare Petitcul
Hilare ou Hilaria Petitcul est une naine originaire de la région d'Überwald. Elle part vivre à Ankh-Morpork afin d'échapper aux coutumes naines. Elle n'aime ni là bière, ni les bagarres, ni l'or, ni les chansons sur l'or.
Elle aspire à pouvoir affirmer sa féminité comme toutes les femmes des autres races. En effet, dans la société naine, il est inconvenant de faire apparaître une différence entre les hommes et les femmes. C'est dans Pieds d'argile qu'avec l'aide d'Angua, elle passe d'Hilare à Hilaria.
Ancien membre de la guilde des Alchimistes, elle entre au guet comme agent scientifique et de médecine légale. Plus tard, elle devient caporal puis sergent.
Elle apparaît dans Pieds d'argile, Va-t-en-guerre, Le Cinquième Éléphant, La Vérité, Ronde de nuit et Jeu de nains.

#### Guilde des Mendiants
- La reine Mariette
- Comblant Michel
- Conlinmaille l'aveugle
- Ringo les sourcils
- José Pas-question
- Sidon Traviolle : payé deux piastres par jour par la ville pour porter un sac sur la tête
- Popaul Siffleur

La cour des miracles :
Ces derniers ne font pas partie de la guilde des mendiants, mais forment une sous-communauté vivant sous le pont d'Arain, rejetée par toute la ville, et dont même la guilde des mendiants ne veut pas. ils semblent pouvoir être au courant de tout ce qui se passe dans la ville, et sont dirigés un moment par le chien parlant gaspode.
- Ron l'Infect : Personnage surnommé ainsi en raison notamment de sa collection de maladies de peau. Il est particulièrement connu chez les mondains d'Ankh-Morpork qui lui envoient des non-invitations pour éviter qu'il participe à leurs fêtes.
- André Tous Ensemble : Personnage Schizophrène avec de multiples personnalités, féminines comme masculines. Il apparaît notamment dans La vérité.
- Le Canard : Personnage qui se promène avec un canard sur la tête et qui répond Quel canard dès qu'on lui en parle. Il est celui qui fait les phrases les plus longues et les plus compréhensibles dans sa bande composée de Ron l'Infect, de Henri Cercueil et Arnold le crabe et également André Tous Ensemble à partir du livre la Vérité.
- Henri Cercueil
- Arnold le Crabe

### Guildes de la ville

#### Guilde des assassins
Pteppic ou Teppic, fils de Teppicymon XXVIII, héritier du royaume de Jolhimôme et héros du livre Pyramides y a fait ses études.
Le docteur Crucialle est le chef de la guilde dans les premiers romans. À sa mort c'est Sédatiphe qui prend sa place.
Sédatiphe, chef de la guilde des assassins.
Havelock Vétérini y a fait aussi ses études.

#### Guilde des voleurs
Boggis, chef de la guilde des voleurs.
Zlorf Pied-de-Flannelle

#### Guilde des historiens
Belcrêtre, chef de la guilde des historiens, apparaît dans Le Dernier Héros.

## Autres personnages

### Cohen le Barbare
Cohen le Barbare est la parodie à peine voilée de Conan le barbare. Comme tous les héros du Disque-monde, la vie de Cohen n'est que combats, sauvetages de vierges et pillages de temples. Cohen est le héros le plus célèbre du Disque, ses exploits sont d'ailleurs contés aux enfants depuis des générations. Ce qui explique que dans les Annales du Disque-monde, Cohen nous apparaît pour la première fois, dans Le Huitième Sortilège, comme un vieillard chauve, édenté, borgne, maigrelet et barbu jusqu'aux genoux de 87 (Quatre-vingt-chept) ans.
Pratchett en fait une subversion du héros barbare : un vieil homme affligé de rhumatismes.
Cohen est vieux mais pas faible. En effet, vieux signifie « encore vivant malgré les imprudents qui pensaient que vieux signifiait faible », ce qui n'est pas la même chose. « Il semblerait que quelque chose se soit détraqué dans son processus de vieillissement, Cohen donnant l'impression de s'endurcir avec l'âge, comme le chêne » dans Les tribulations d'un mage en Aurient.
D'après Sourcellerie, Cohen serait l'auteur de En sept jours seuylement je fays de vous un héros barbayre ! mais Planteur J.M.T.L.G. ne serait pas totalement innocent dans cette histoire.
Cohen a une fille : Conina.
Avec ses acolytes de la Horde d'Argent, il devient l'empereur Gengis Cohen de l'Empire agatéen dans Les Tribulations d'un mage en Aurient, avant d'aller, dans Le Dernier Héros, défier les dieux lors de leur dernier combat.

### Deuxfleurs
Le nom de Deuxfleurs n'est pas un jeu de mots : Terry Pratchett affirme avoir seulement voulu créer un nom étranger cohérent et s'être inspiré des pratiques maya.
Deuxfleurs est originaire de Bès Pélargic, dans l'Empire agatéen, sur le Continent Contrepoids, où il est employé de bureau dans une sorte de société d'assurance. L'Empire agatéen représente l'Asie dans les annales, et Deuxfleurs est l'archétype du touriste chinois. Petit et maigre (du moins au début), habillé d'un bermuda et d'une chemise bariolée, et doté d'un iconographe - appareil qui prend des images - comme tout touriste qui se respecte, il parcourt le Disque-monde, avide d'authenticité, de pittoresque et d'aventure. Le mage Rincevent le guide dans ce périple.
Deuxfleurs est également le père de Fleur de Lotus. Sa femme, Papillon, serait quant à elle morte six ans avant les événements de Les tribulations d'un mage en Aurient lors d'une escarmouche entre les seigneurs Tang et Hong ayant détruit quelques rues de Bès Pélargic.
L'Empire agatéen est immensément riche, Deuxfleurs trouve donc très raisonnables les prix honteux qu'on lui demande à Ankh-Morpork. Il se promène avec une bourse pleine de pièces d'or qui attire la convoitise de tous les voleurs d'Ankh-Morpork et d'ailleurs.
Il porte des lunettes, accessoire inconnu ailleurs que dans l'Empire agatéen, ce qui fait croire aux habitants du Disque qu'il rencontre qu'il a quatre yeux. Josh Kirby, l'illustrateur des couvertures des Annales du Disque-monde a fait la même erreur et l'a représenté réellement avec quatre yeux. Terry Pratchett a depuis confirmé qu'il s'agissait de lunettes. Ce fait est également confirmé au début de La Huitième Couleur.
Deuxfleurs est persuadé que rien de fâcheux ne peut lui arriver : puisqu'il n'est là que pour regarder, il n'est pas concerné.
Il est accompagné du Bagage, gros coffre magique en poirier savant doté de centaines de petites jambes et capable de dévorer quiconque chercherait à nuire à son maître, qu'il peut retrouver n'importe où dans l'Univers.
Il introduit le concept d'hache-sueur-rance à Ankh-Morpork.
Deuxfleurs apparaît dans les deux premiers livres des Annales du Disque-monde (La Huitième Couleur et Le Huitième Sortilège) et dans Les Tribulations d'un mage en Aurient.

### Casanabo
Le comte Giamo Casanabo est un nain inspiré d'un personnage historique réel, Giacomo Casanova. Amant enragé, il se proclame le deuxième plus grand amant du monde (mais il fait plus d'efforts), ainsi que menteur éhonté, soldat de fortune, fin bretteur et réparateur d'escabeaux. Il mesure 1,15 mètre et préfère les vêtements raffinés aux atours habituels des nains. Il a une attirance pour Nounou Ogg.

## Peuples

### Nac Mac Feegle
Les Nac Mac Feegle (ou « feegle », ou « pictsie ») sont un peuple fictif. Ils apparaissent dans certains romans des annales du disque-monde comme Les ch'tits hommes libres.
Les Nac Mac Feegle ont la peau recouverte de tatouage bleus, portent le kilt et aiment l'alcool ainsi que la bagarre. Ils vivent cachés et se nourrissent en volant ce qu'ils peuvent. Ils détestent les avocats et plus généralement les hommes de loi.
Ils appartiennent techniquement au peuple des fées, bien qu'il soit difficile de s'en souvenir en voyant une centaine de gnomes bleus hargneux vous charger au cris de "miyards !", mais se sont fait renvoyer de son royaume par la reine des fées pour débauche, alcoolisme, et tapage public aggravé.

#### Éthologie
Les Nac Mac Feegle vivent en clan. Un clan entier vit dans un terrier caché à l'écart des humains. Pour se nourrir les Feegle chassent dans la nature et volent les humains, ils sont omnivores et préfèrent le mouton et les alcools forts, particulièrement le liniment spécial pour moutons distillé par Mémé Patraque.
Chaque clan Feegle a une unique « kelda », qui est une reine au sens monarchique du terme autant qu'au sens reproductif (comme chez les insectes sociaux tels les fourmis). Dans sa vie, une kelda ne donne naissance quasi exclusivement qu'à des mâles, les rares femelles qui naissent ont pour destin de partir (accompagnées de quelques mâles) dans d'autres clans afin de devenir kelda à leur tour. Les Feegle montrent un grand respect pour leur kelda dont les décisions sont écoutées et appliquées à la lettre.
Chaque clan a un « gonnagle », un Feegle musicien (joueur de sourimuse) et conteur. Les Feegles sont armés : ils portent tous une épée de leur taille qui luit en bleu à proximité d'un homme de loi. Ils sont également naturellement armés par leur tête si solide qu'un coup de tête entre les deux yeux suffit à assommer n'importe quel animal ; aussi, un Feegle en chute libre se tournera de façon à tomber sur la tête, ce qui rend la réception moins douloureuse.
Les Feegle mènent une existence cachée des humains (les « jaeyants ») qu'ils craignent non pas pour leur taille (il est impossible pour un humain d'écraser un Feegle, assez fort pour porter un humain) mais pour leur maîtrise de l'écriture. Les contacts entre humains et Feegle sont très exceptionnels et n'ont lieu que dans les circonstances où les Feegle y sont contraints. Tiphaine Patraque et Mémé Patraque font partie de ces rares personnes.

#### Croyances
Les Nac Mac Feegle accordent un grand pouvoir magique à l'écriture et aux noms. Pour cette raison, il se gardent bien de donner leurs noms à des humains, ce serait prendre le risque qu'ils l'écrivent, ce qui pourrait s'avérer dangereux, notamment entraîner des « assignassions de saesie », ce qu'on évite quand on est un peuple qui vit de larcins.
Les Feegle se croient au paradis puisqu'ils mènent une vie où on peut se bagarrer, boire et rigoler. Ceux qui meurent repartent dans un monde inconnu où ils deviennent vivants.

#### Influences
- Leur devise « Les Nac mac Feegle ! Les ch'tits hommes libres ! Ni rwa ! Ni rinne ! Ni djeus ! Ni maets ! Fini de s'faire avwar » n'est pas sans rappeler le « Ni Dieu ni maître » anarchiste.
- Leur culture évoque la culture écossaise : kilt, sourimuse, gonnagles, rousseur capillaire, le parler (qui dans l'œuvre originale de l'auteur évoque, pour un anglophone anglais ou américain, un fort accent écossais), le nom du peuple ("Mac" se retrouve dans de nombreux noms écossais). Le terme de « Pictsie » est un mélange de « Pixie » et de « Pictes » (le nom donné à un peuple qui habitait l'Écosse avant le Xe siècle). Dans la version française les Nac mac Feegle parlent un mélange de gallo et de picard.
- La répartition mâle/femelle des Feegles et la couleur bleue rappelle les Schtroumpfs.
- Les épées luisant en bleu quand un homme de loi (nemesis des Nac Mac Feegle) est à proximité sont une référence à certaines épées de Bilbo Le Hobbit et l'univers de Tolkien qui luisent également en bleu lorsque des orcs sont proches.

#### Nac Mac Feegle connus
- Rob Deschamps Feegle, chef de clan ;
- Jeannie, kelda du clan, femme de Rob ;
- Rudmaet Ch'tit Guillou Gromenton, gonnagle ;
- William, ancien gonnagle;
- Grand-Yann ;
- Guiton Simpleut ;
- Hamish, aviateur qui passe le plus clair de son temps en l'air sur la buse qu'il a dressée ;
- Jan-pwint-si-grand-que-Moyen-Jan-mais-plus-grand-que-Ch'tit-Jan ;
- P'ti Arthur le Dingue (ou Dingo Swires, selon la traduction) (hors clan, agent du Guet municipal d'Ankh-Morpork !).

#### Citations
- « Clapeuz vos goules ! »
- « Miyards ! »
- « Bondlae ! »

Dans le roman Je m'habillerai de nuit figure un « Glossaire Feegle à l'usage des natures délicates ». Y figure entre autres :
- Aepwasonneu : personne déplaisante ;
- Ambaetant : personne souvent déplaisante ;
- Anmaerdeu : personne vraiment déplaisante.

### Les elfes
Contrairement aux elfes de beaucoup d'autres mondes fantastiques, les elfes du Disque-monde ne sont pas sages et sont au contraire méchants. Ils possèdent un charme envoûtant, le gueulamour, qu'ils utilisent pour maîtriser les humains en leur suggérant que les elfes valent mieux que les humains, idée amplifiée par le fait qu'ils ne vieillissent pas. Ils aiment jouer avec leur proie, et les voir souffrir. Ces proies étant aussi bien des animaux que des humains, ils considèrent d'ailleurs ces derniers comme inférieurs au même titre que les bêtes.
Les elfes ou Nobliaux, ont cependant un point faible, leur intolérance au fer.
Les elfes ne viennent pas du Disque-monde en lui-même, ils sont originaires d'une autre dimension et essayent de s'introduire sur le disque-monde pour le dominer.
On les croise notamment dans La Huitième Couleur et Nobliaux et Sorcières.

### Igor
Les Igor sont des serviteurs-nés, extrêmement doués en chirurgie. Ils portent des cicatrices visibles, bien que leurs opérations ne laissent aucune trace, pour des raisons esthétiques.

## Personnifications anthropomorphiques

### Canard du gâteau de l'âme
Le canard du gâteau de l'âme est l'équivalent du lapin de Pâques et est la personnification du Mardi du Gâteau de l'âme qui marque également l'ouverture de la saison de la chasse au canard.
Probablement en raison de cette coïncidence de calendrier, le canard du gâteau de l'âme est connu pour être paranoïaque et de mauvaise humeur. L'autre raison pourrait être que le canard du gâteau de l'âme ressemble à un énorme canard brillant et facile à viser.

### Contrôleurs de la réalité
Les contrôleurs de la réalité, entités surnaturelles du Disque-monde, sont les bureaucrates célestes : ils s'assurent que la gravité fonctionne, remplissent les formulaires appropriés pour chaque réaction chimique et ainsi de suite. Les contrôleurs détestent la vie, car elle est sale et imprévisible. Ils préfèrent de loin les rochers stériles en orbite autour d'étoiles dont les trajectoires elliptiques sont ordonnées et facilement prévisibles.
Ils détestent vraiment les humains qui sont encore plus sales et imprévisibles que les autres choses vivantes.
Heureusement pour les choses vivantes, les contrôleurs ne peuvent pas simplement éliminer la vie, c'est contraire aux règles. Et les contrôleurs se doivent de respecter les règles car, dans un certain sens, ils sont les règles.
Malheureusement, une échappatoire existe dans les règles et permet aux contrôleurs d'influencer des humains dans le but de leur faire faire ce qu'ils ne peuvent pas faire directement. Dans plusieurs romans du Disque-monde, les contrôleurs emploient des humains pour accomplir des tâches dont le but est de rendre le monde moins sale, les payant avec de l'or qu'ils créent en utilisant leurs capacités à manœuvrer la réalité.
Étant la personnification d'un concept, les contrôleurs n'ont aucune forme fixe. Quand ils se manifestent dans le monde, cependant, ils apparaissent presque toujours en tant que longues robes capuchonnées grises et vides.
Les contrôleurs n'ont aucune caractéristique propre et sont indiscernables entre eux. Ils fonctionnent en tant qu'être collectif ; quand un parle, il parle pour tous et chaque contrôleur travaille uniformément avec d'innombrables autres contrôleurs. Dans de rares cas, quand un contrôleur semble développer une personnalité individuelle (en employant un pronom personnel pour lui-même ou en éprouvant une émotion, par exemple) il cesse spontanément d'exister. Ceci se produit parce que, en ce qui concerne les contrôleurs, avoir une personnalité c'est être vivant, donc avoir un commencement et une fin, or le temps intervenant entre ces deux extrémités semble alors infiniment petit aux entités qui connaissent l'éternité. De telles mésaventures ne semblent avoir aucun impact sur le reste des contrôleurs, à part éventuellement comme exemple à éviter, en effet un autre contrôleur remplace immédiatement son collègue vaporisé.
Curieusement, l'adversaire principal des plans des contrôleurs pour éliminer la vie est la Mort. La Mort ne se voit pas en tant qu'ennemi de la vie, mais plutôt une partie intégrante d'elle, donnant le repos aux vieux, aux usés et aux fatigués, et s'assurant que le monde ne devient pas complètement saturé de vie. Au cours des millénaires passés à occuper sa fonction, il a également développé un certain penchant pour les humains qu'il conduit vers l'au-delà.
Les contrôleurs de la réalité apparaissent dans les romans Le Faucheur, Le Père Porcher, et plus récemment dans Procrastination.

### Le créateur
Le créateur est celui qui a créé le Disque-monde (sauf le continent (de) XXXX (QuatriX)) pendant que l'Univers était en construction. Sa création terminée, il y laissa son grimoire personnel: l'In octavo. Il est décrit comme ayant une face de rat.

### Fée des dents
Reprise du folklore anglo-saxon (la tooth fairy est l'équivalent de la petite souris française), la fée des dents du Disque-monde est à la fois une personnification revêtue par le premier croque-mitaine, vivant dans un lieu irréel façonné sur le modèle des dessins de jeunes enfants, et une franchise délivrée à de jeunes filles chargées de collecter les dents. L'objectif de cette franchise est d'éviter que les dents tombent entre de mauvaises mains, puisqu'elles pourraient être utilisées pour contrôler leur précédents possesseurs.
La fée des dents apparait dans Accros du roc et Le Père Porcher

### Père Porcher
Parodie du père Noël. Entité chargée d'apporter des cadeaux aux enfants lors de la nuit du Porcher.